# Allanah Starr
Allanah Starr (...) è un'ex attrice pornografica e modella cubana naturalizzata statunitense.

## Biografia e carriera pornografica
Nata a Cuba, è emigrata in quanto il padre era un prigioniero politico con la famiglia negli Stati Uniti, prima a Miami e poi a New York dove ha frequentato la scuola d'arte. Nel 2002, a 18 anni e dopo aver fatto la drag queen, è entrata nell'industria pornografica e a 21 anni ha iniziato il processo di transizione. Nel 2008 ha ottenuto l'AVN Award come attrice transessuale dell'anno, premio per cui aveva già ricevuto una nomination l'anno prima. Nel 2012, dopo aver girato 23 scene, ha annunciato il ritiro dall'industria pornografica.

## Riconoscimenti
- AVN Awards
  - 2008 – Trans-sexual Performer of the Year[5]